# Exallias brevis
Exallias brevis és una espècie de peix de la família dels blènnids i de l'ordre dels perciformes.

## Morfologia
- Els mascles poden assolir 14,5 cm de longitud total.[1][2]

## Reproducció
És ovípar.

## Hàbitat
És un peix marí de clima tropical i associat als esculls de corall que viu entre 3-20 m de fondària.

## Distribució geogràfica
Es troba des del Mar Roig fins a Sud-àfrica, les Hawaii, les Illes Marqueses, les Illes de la Societat, les Illes Ryukyu i Nova Caledònia.